# عبد العزيز فهمي
عبد العزيز فهمي حجازي عمر، المعروف باسم عبد العزيز فهمي أو عبد العزيز باشا فهمي (ولد في كفر المصيلحة بمحافظة المنوفية في 23 ديسمبر 1870 وتوفي عام 1951) هو قاضٍ ومحامٍ وسياسي وشاعر مصري من أعلام الحركة الوطنية المصرية في الثلث الأول من القرن العشرين.

## تعليمه
تلقى تعليمه الأول في بلدته، وحفظ القرآن الكريم، ثم أرسله والده إلى جامع السيد البدوي بطنطا ليتعلم التجويد، ثم ما لبث أن نقله إلى الأزهر حيث تعلم على يد مشايخه، لكنه انتقل بعد ذلك إلى مدارس علمانية حتى حصل على الابتدائية ثم الثانوية. انتقل عبد العزيز فهمي بعد ذلك إلى مدرسة (كلية) الحقوق ليحصل على الليسانس سنة 1890.

## حياته العملية والقضائية
عمل وهو في السنة الثانية بمدرسة الحقوق مترجمًا بنظارة الأشغال، ثم عمل عقب تخرجه معاوناً للإدارة بالدقهلية بمرتب 12 جنيهاً، ولكنه سرعان ما طلب نقله على إثر المشكلات التي وقعت بينه وبين أعيان المنطقة، فذهب كاتباً محكمة طنطا، ثم ترقى في المناصب حتى عمل بنيابة بني سويف وهناك التقى صديقه أحمد لطفي السيد الذي كان عضواً بنيابتها. وفي عام 1897 عين عبد العزيز فهمي وكيلاً للمستشار القضائي للأوقاف، لكنه استقال سنة 1903 وفتح مكتباً للمحاماة، وفي عام 1906 استعفى أحمد لطفي السيد من رئاسة النيابة وزامل فهمي في مكتبه.
تفرغ عبد العزيز فهمي للمحاماة سنة 1926، عقب تنازله عن رئاسة حزب الأحرار الدستوريين، وفي نفس العام رشح فهمي رئيساً لمحكمة الاستئناف (وكان رئيس الاستئناف يلقب وقتها بشيخ القضاة), لكنه استقال من رئاسة المحكمة عام 1930 بعد أن قرأ في إحدى الصحف أن عضواً بمجلس النواب يسأل عن راتب رئيس محكمة الاستئناف وكيف يتساوى مع راتب الوزير، فتوجه إلى قصر عابدين وقدم استقالته للملك فؤاد الأول؛ لأنه اعتبر السؤال عن راتبه من عضو بالبرلمان تدخلاً في السلطة القضائية، ثم أنشئت محكمة النقض في نفس العام فاختتم حياته القضائية برئاسة هذه المحكمة ثم اختتم حياته العملية بالعودة إلى مهنة المحاماة. ويجدر بالذكر أن عبد العزيز فهمي كان ثاني نقيب للمحامين وكان أصغر من تولى هذا المنصب.
يذكر أن عبد العزيز فهمي هو الذي اختار اسم محكمة النقض، الذي قيل إنه استوحاه من الآية الكريمة «وَلَا تَكُونُوا كَالَّتِي نَقَضَتْ غَزْلَهَا مِنْ بَعْدِ قُوَّةٍ أَنْكَاثًا» ويذكر أيضا أنه ابتدع بعض المصطلحات القضائية مثل تعبير «أوجه النفى للدلالة على أسباب الطعن»، كما استحدث نظرية القدر المتيقن في القانون الجنائى.

## عمله السياسي
انتخب عبد العزيز فهمي نائباً عن دائرة قويسنا عقب صدور قانون في يوليو 1913 بإنشاء الجمعية التشريعية (لتحل محل مجلس شورى القوانين والجمعية العمومية).
ثم انضم عبد العزيز فهمي إلى سعد زغلول في حركته الوطنية وكان عضواً بالوفد وكان واحداً من ثلاثة سياسيين سافروا إلى لندن لعرض المطالب المصرية (مع سعد زغلول ـ متحدثاً رسمياً ـ وعلي شعراوي ـ نائباً عن الوجه القبلي) وكان عبد العزيز فهمي هو ممثل الوجه البحري.
فعقب انتهاء الحرب العالمية الأولى اجتمع كل من عبد العزيز فهمي وسعد زغلول وعلي شعراوي في منزل محمد محمود باشا، وبناء على اقتراح الأخير بدأت المناقشات حول السعي للحصول على حقوق البلاد وتأليف وفد للعمل لهذه الغاية. ثم توالت الاجتماعات ببيت سعد زغلول وتم الاتفاق على الأشخاص الذين يتألف منهم الوفد المصري. وكان سفر الوفد يقتضي تصريحاً من السلطة البريطانية، ولكن الوفد لم يتمكن من استخلاص التصريح، فقدم الوفد الاحتجاجات إلى المعتمد البريطاني وممثلي الدول الأجنبية، مما أدى إلى اعتقال سعد زغلول وبعض رفاقه، فأدى ذلك إلى قيام ثورة 1919, التي ترتب عليها الإفراج عن المعتقلين والسماح بسفر الوفد إلى لندن ومنها إلى باريس. وفي 29 ديسمبر 1920 قام عبد العزيز فهمي بكتابة استقالته من الوفد عقب خلافات بين بعض أعضائه.
كان عبد العزيز فهمي هو أول من وضع مشروع الدستور المصري، وكان ذلك سنة 1920 أثناء وجوده في باريس، إذ عهد إليه الوفد بوضع مشروع لدستور مصري فعكف على دراسة دساتير أوروبا، واجتمع الوفد لقراءة ما أعده فهمي، إلا أن سعد اعترض على بعض مواده إلى أن صدر تصريح 28 فبراير وتم إعلان استقلال البلاد.
تولى فهمي رئاسة حزب الأحرار الدستوريين، ثم تم ترشيحه في البرلمان باعتباره رئيساً للحزب، ثم تولى وزارة الحقانية (العدل) في وزارة زيور باشا، ولم يلبث أن أقيل يوم 5 سبتمبر 1925 على أعقاب خلاف مع يحيى باشا إبراهيم رئيس الوزراء بالإنابة، وفي عام 1926 تنازل فهمي عن رئاسة الحزب وتفرغ للمحاماة.

## موقفه من أزمة كتاب «الإسلام وأصول الحكم»
في سنة 1925 أصدر الشيخ علي عبد الرازق كتابه "لإسلام وأصول الحكم"، داعياً إلى فصل الدين عن السياسة، مما أثار ضجة بسبب آرائه في موقف الإسلام من الخلافة، فرد عليه الأزهر بكتاب «نقد كتاب الإسلام وأصول الحكم»، وقررت هيئة كبار العلماء ـ إرضاء للملك فؤاد ـ «نزع شهادة العالمية منه وطرده من كل وظيفة لعدم أهليته للقيام بأي وظيفة دينية أو مدنية».
وقد وقف عبد العزيز فهمي والأحرار الدستوريون في هذه الأزمة موقفاً ضد موقف سعد زغلول الذي أسهم في الهجوم على علي عبد الرازق؛ فعندما أرسل شيخ الأزهر قرار عزل علي عبد الرازق إلى عبد العزيز فهمي باشا ـ وزير العدل ـ طالباً التصديق عليه رفضه وكتب قائلاً:
| عبد العزيز فهمي | أحضرت هذا الكتاب وقرأته مرة أخرى، فلم أجد فيه أدنى فكرة يؤاخذ عليها مؤلفه | عبد العزيز فهمي |

وقال:
| عبد العزيز فهمي | ثقل على ذمتي أن أنفذ هذا الحكم الذي هو ذاته باطل لصدوره من هيئة غير مختصة بالقضاء، وفي جريمة الخطأ في الرأي من عالم مسلم يشيد بالإسلام، وكل ما في الأمر أن من يتهمونه يتأولون في أقواله ويولدون منها تهماً ما أنزل الله بها من سلطان | عبد العزيز فهمي |

وغضب الملك، واشتعلت أزمة كبيرة كان محورها تمسك عبد العزيز فهمي باشا بموقفه الليبرالي في مواجهة الملك وسعد زغلول معاً، وانتهى الأمر باستقالته هو وثلاثة وزراء آخرين هم محمد علي علوبة وتوفيق دوس وإسماعيل صدقي.

## حبه للغة والأدب
يجدر بالذكر أن عبد العزيز فهمي كان من محبي الأدب، وانتخب عضواً بمجمع اللغة العربية سنة 1940, وتقدم للمجمع بمشروع لإصلاح الحروف العربية، وكان يقضي وقته في قراءة ما يختار من الكتب القانونية والأدبية، حيث كان من هواه قراءة الشعر ونظمه.

### من إنتاجه الشعري
- مساجلة شعرية مع العوضي الوكيل نشرت بصحيفة الأهرام القاهرية يوم 6 مارس 1950.[5]
- مطولة دالية من 336 بيتًا نشرتها لجنة التأليف والترجمة والنشر بالقاهرة سنة 1952[5] وأطلق عليها بعض معاصريه اسم المعلقة الثامنة[2][5]، وهي رؤية تحليلية لنشأة الحضارة وجهاد الإنسان في بناء التقدم والسيطرة على واقعه، يمتزج فيها السرد والدراما وتنطوي على دلائل معرفة عميقة بالتراث الفكري العربي في عصوره القديمة والحديثة، ومعرفته بالتراث الإنساني وبخاصة الإغريقي.[5]
- مساجلة شعرية مع محمد المفتي باشا نشرت بمقدمة لعبد العزيز فهمي.[5]
- ديوان مخطوط في حوزة أحد مريديه.[5]
- أشعار متفرقة، منها قصيدتان طويلتان كان يحتفظ بهما كاتب سره في المجمع اللغوي محمد شوقي أمين.[5]

## كتاباته الأخرى (في غير الأدب)
له أعمال عدة تنوعت بين التأليف والترجمة، منها:
- هذه حياتي (سيرة ذاتية) ـ دار الهلال، القاهرة 1963
- ترجمة مدونة جوستنيان في القانون الروماني، 1946
- عدد من المقالات في صحف ومجلات عصره، وعدد من الخطب السياسية والرسائل والنداءات الوطنية، سجلتها المحافل الوطنية
- مذكرات عبد العزيز باشا فهمي (مخطوطة).

## الأوسمة والتكريم
- الوشاح الأكبر من نيشان محمد علي
- رتبة الامتياز من الدرجة الأولى.
- أطلق اسمه على شارع كبير في ضاحية مصر الجديدة، وإليه ينسب خط من خطوط مترو مصر الجديدة،
- أطلق اسمه على عدة مدارس في محافظتي المنوفية والقاهرة.[5]

## وصلات خارجية
ترجمة لعبد العزيز فهمي مع نماذج من أشعاره ـ معجم البابطين لشعراء العربية في القرنين التاسع عشر والعشرين